# دستجه
دستجه، روستایی از توابع بخش مرکزی شهرستان فسا در استان فارس ایران است.

## جمعیت
این روستا در دهستان صحرارود قرار دارد و براساس سرشماری مرکز آمار ایران در سال ۱۳۸۵، جمعیت آن ۳٬۳۷۶ نفر (۱۰۰۹خانوار) بوده‌است.

## رتبه در استان
روستای دستجه با جمعیت ۳۳۷۶ تن طبق سرشماری عمومی نفوس و مسکن سال ۹۵ از ۲۰ شهر استان فارس جمعیت بیشتری دارد .
| ردیف | نام شهر    | نام شهرستان  | تاریخ تاسیس شهرداری | جمعیت (۱۳۹۵) |
| ---- | ---------- | ------------ | ------------------- | ------------ |
| ۱    | کوهنجان    | سروستان      | ۱۳۸۹                | ۳،۲۸۱        |
| ۲    | خوزی       | مُهر          | ۱۳۹۱                | ۳،۲۴۵        |
| ۳    | کوپن       | رستم         | ۱۳۹۱                | ۳،۲۳۷        |
| ۴    | اهل        | لامرد        | ۱۳۷۵                | ۳،۱۷۹        |
| ۵    | حسامی      | سرچهان       | ۱۳۸۹                | ۳،۱۳۱        |
| ۶    | سورمق      | آباده        | ۱۳۸۴                | ۳،۰۵۰        |
| ۷    | اسیر       | مُهر          | ۱۳۸۹                | ۳،۰۴۲        |
| ۸    | خانمین     | مرودشت       | ۱۳۹۱                | ۳،۰۲۰        |
| ۹    | دوبرجی     | داراب        | ۱۳۸۸                | ۲،۹۰۷        |
| ۱۰   | قطرویه     | نی‌ریز        | ۱۳۸۸                | ۲،۸۹۵        |
| ۱۱   | نودان      | کوه‌چنار      | ۱۳۷۹                | ۲،۸۹۲        |
| ۱۲   | افزر       | قیر و کارزین | ۱۳۸۴                | ۲،۶۵۷        |
| ۱۳   | رامجرد     | مرودشت       | ۱۳۸۸                | ۲،۵۵۰        |
| ۱۴   | نوبندگان   | فسا          | ۱۳۸۴                | ۲،۴۱۰        |
| ۱۵   | چاه ورز    | لامرد        | ۱۳۹۷                | ۲،۳۹۱        |
| ۱۶   | حسن آباد   | اقلید        | ۱۳۸۸                | ۲،۰۴۵        |
| ۱۷   | سلطان‌شهر   | خرامه        | ۱۳۹۱                | ۱،۹۲۸        |
| ۱۸   | مادرسلیمان | پاسارگاد     | ۱۳۹۱                | ۱،۵۴۶        |
| ۱۹   | بابامنیر   | ممسنی        | ۱۳۹۱                | ۱،۳۷۹        |
| ۲۰   | دوزه       | جهرم         | ۱۳۸۹                | ۱،۳۴۸        |